# 民航空運公司10便墜落事故
民航空運公司010便墜落事故とは、中華民国の航空会社であった民航空運公司のボーイング727が墜落した航空事故である。

## 事故の概略

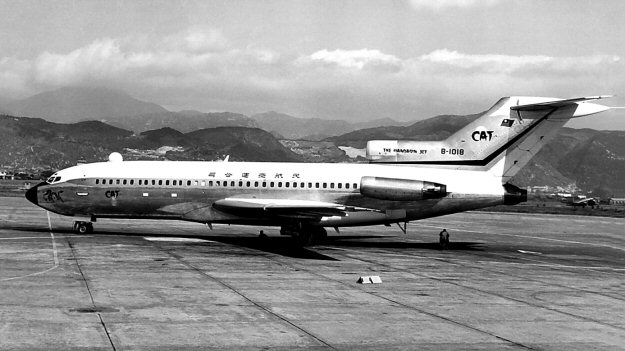
事故機のボーイング727

1968年2月16日、民航空運公司010便（ボーイング727-92C、機体記号B-1018、1966年製造）は香港の旧・香港国際空港（啓徳空港、1998年廃止）から、台北市の台北松山空港に向かっていた。しかしながら、この機を操縦していたのは機長ではなく、運行会社の運航担当役員であり、正規の操縦乗員ではなかった。彼はボーイング727の操縦資格を持ってはいたが、商業路線のフライトライセンスを持っておらず、完全に違法行為であった。
010便はILSに誘導されて計器進入による着陸態勢にあったが、自機の現在位置を誤って把握していたため、早めに高度を下げる致命的な操縦ミスをした。機長の Stuart E. Dew は高度が低すぎることに気付いてすぐに操縦桿を引き、ゴー・アラウンドを図ったが時すでに遅く、地表に接触して200mほどはげしくロールし、その後一旦は浮上したが、空港の手前で樹木や小屋などに衝突しながら台北県林口郷に墜落、炎上した。松山空港の消防隊と現地に駐留していた在台米軍が直ちに救援活動に当たったが、この事故で乗員11人乗客52人のうち乗員3人乗客18人の合わせて21人が犠牲になった。ボイスレコーダーには、墜落直前の機長の「Go to hell!」という叫び声が記録されている。

## 調査
事故の調査に当たった台湾民航局の1968年3月4日の報告では、
- 機長が操縦桿を引いたとき、機体はすぐに加速しており、故障などはなかったものと考えられる。
- 天候は良好であった。
- 事故の前後2時間に6機が松山空港に着陸しているが、いずれも計器進入で問題なく着陸している。
- 管制塔との交信は問題なく行われていた。

とされており、事故は操縦ミスによるもの、と結論づけている。

## 事故後
当該機は米国が運営していたサザン・エア・トランスポートからの借用で、民航空運公司で唯一のジェット旅客機であり、また唯一の国際線就航機であった。これを喪失したことにより同社の運行路線は縮小を余儀なくされ、国際線は再び就航することはなく、1975年に会社も清算された。